# Западный вокзал (Инсбрук)

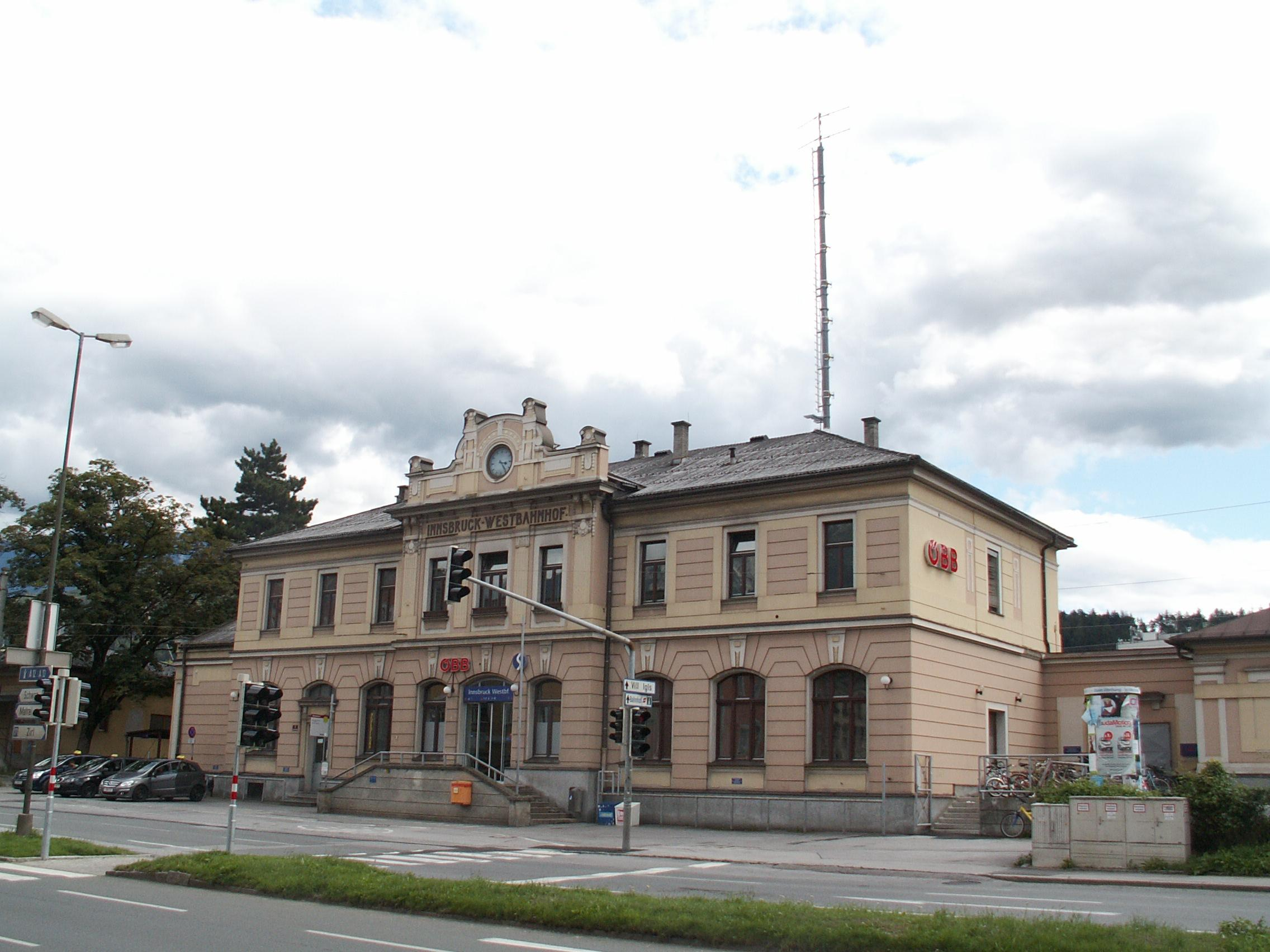
Фасад здания вокзала

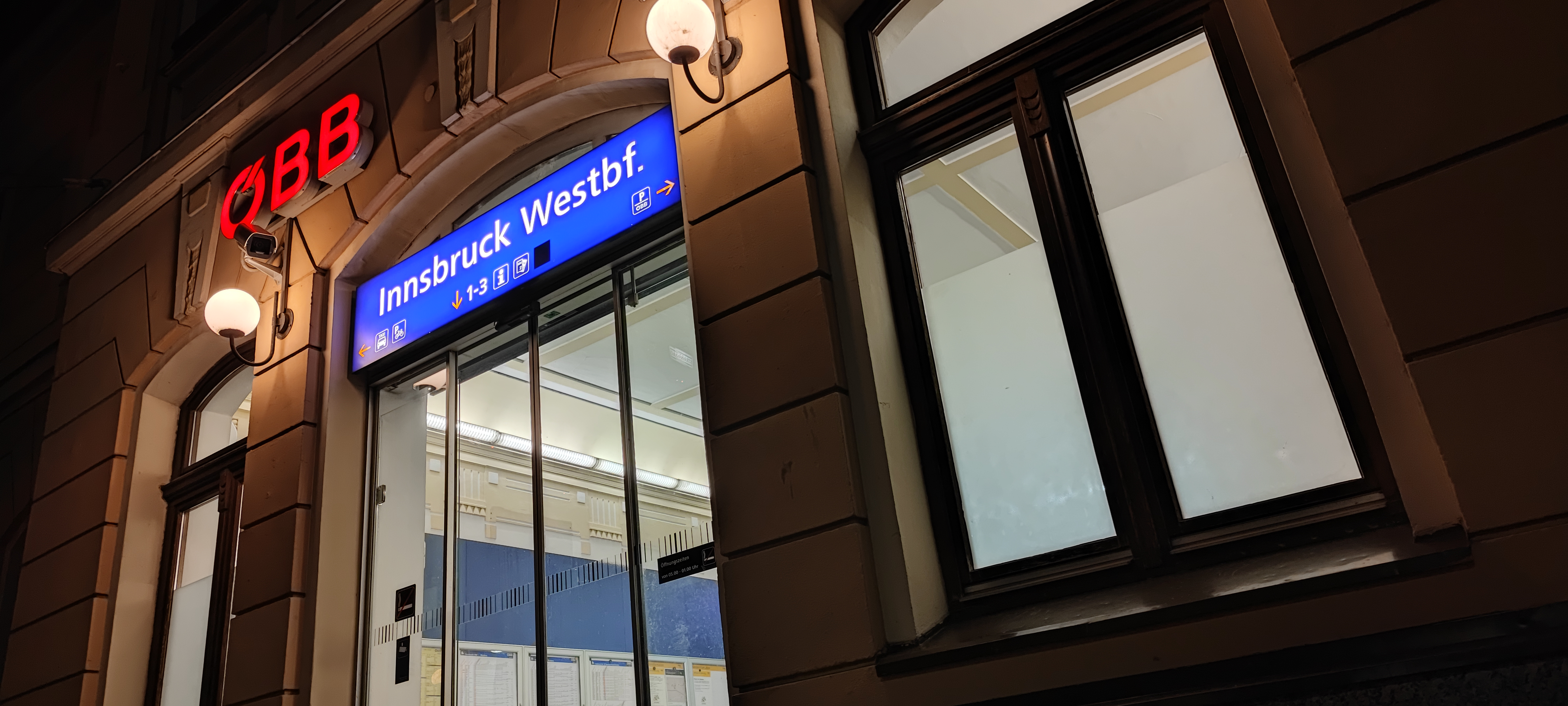
западный вокзал

Западный вокзал (нем. Innsbruck Westbahnhof) — второй по величине железнодорожный вокзал в Инсбруке, столице и крупнейшем городе земли Тироль.
Вокзал в основном используется для региональных поездов S-Bahn линий S1, S2 и S5 Австрийских федеральных железных дорог — тирольского S-Bahn.
На станции имеется 3 платформы. Кроме того здесь имеются устройства для обмывки подвижного состава.
На привокзальной линии имеется остановки трамвая и городского автобуса.